# Dohrgaul

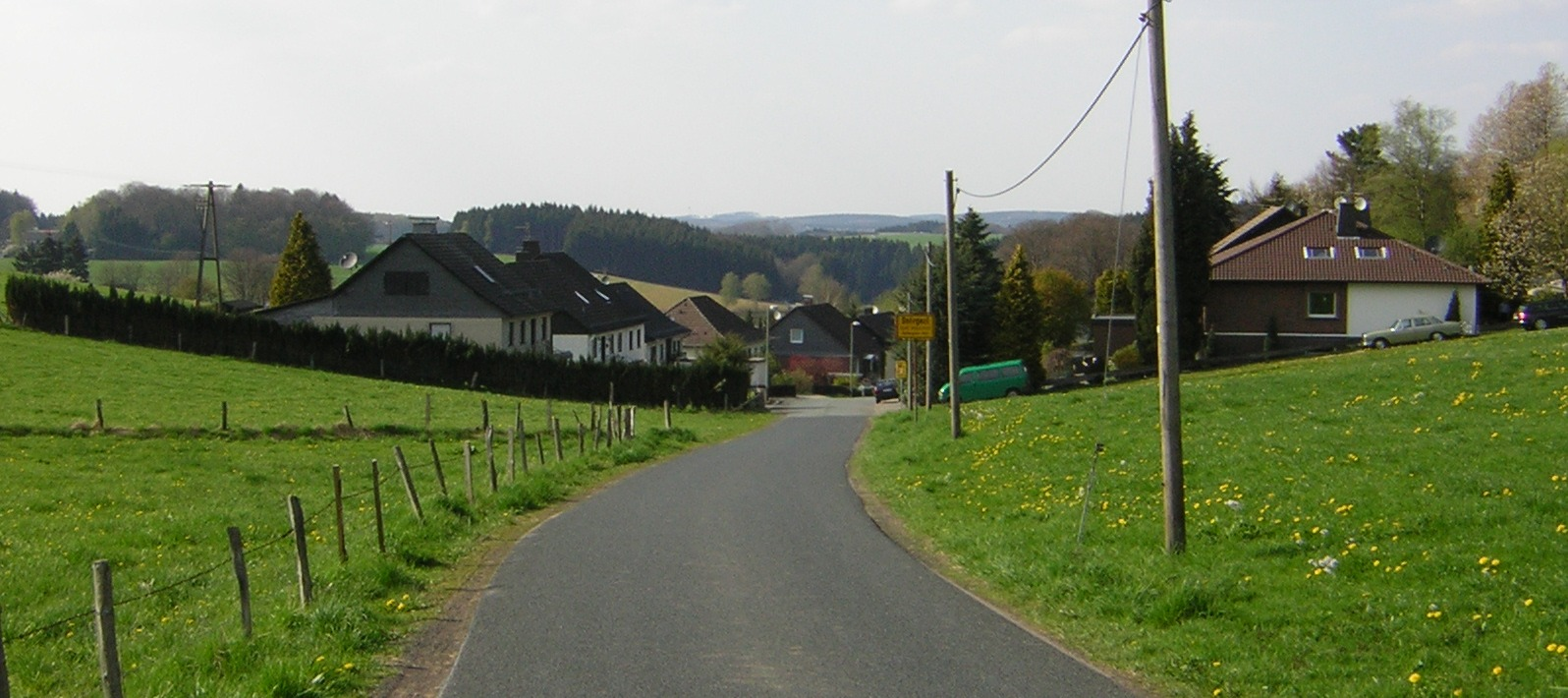
Dohrgaul von Süden

Dohrgaul ist ein Ort von Wipperfürth im Oberbergischen Kreis im südlichen Nordrhein-Westfalen (Deutschland) innerhalb des Regierungsbezirks Köln. Die Ortschaft gehört zum Ortsbezirk Agathaberg, liegt auf einer Höhe von 330 m ü. NHN und hat etwa 250 Einwohner.

## Lage und Beschreibung
Dohrgaul liegt ca. 5 km südöstlich von Wipperfürth an der Landstraße L302 zwischen Wipperfürth und Frielingsdorf. Der Ort liegt an der Höhenstraße nach Marienheide und
zwei weitere Straßen führen nach Ohl und Agathaberg.
Nördlich fließt der Bach Gaulbach. Südlich liegt der Steinberg auf 401 m über NHN.

## Geschichte
1443 wurde der Ort das erste Mal urkundlich erwähnt und zwar in einer Liste der „Einkünfte und Rechte des Kölner Apostelstiftes“.
Schreibweise der Erstnennung lautet Goel.
Der Ort Dohrgaul hat sich aus einem bäuerlichen Gut entwickelt, um das sich in der Mitte des 19. Jahrhunderts eine Art Handwerks- und Gewerbezentrum ansiedelte. Das aus dem Jahr 1775 stammende Doppelhaus Dorgaul 21/23 und das Haus Dorgaul 27 aus  dem Jahr 1820  sind gelistete Baudenkmäler der Stadt Wipperfürth.

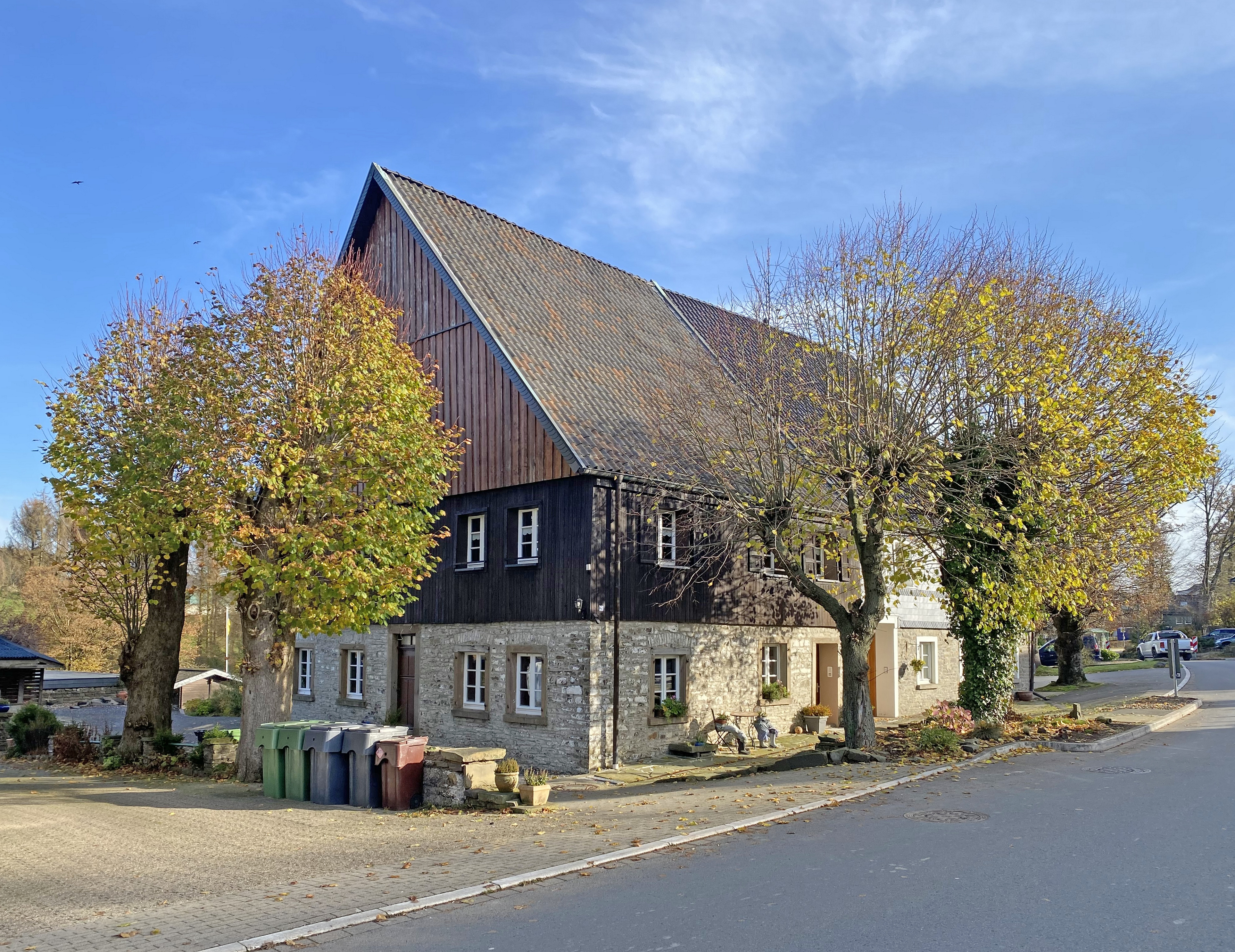
Baudenkmal Dorgaul 21
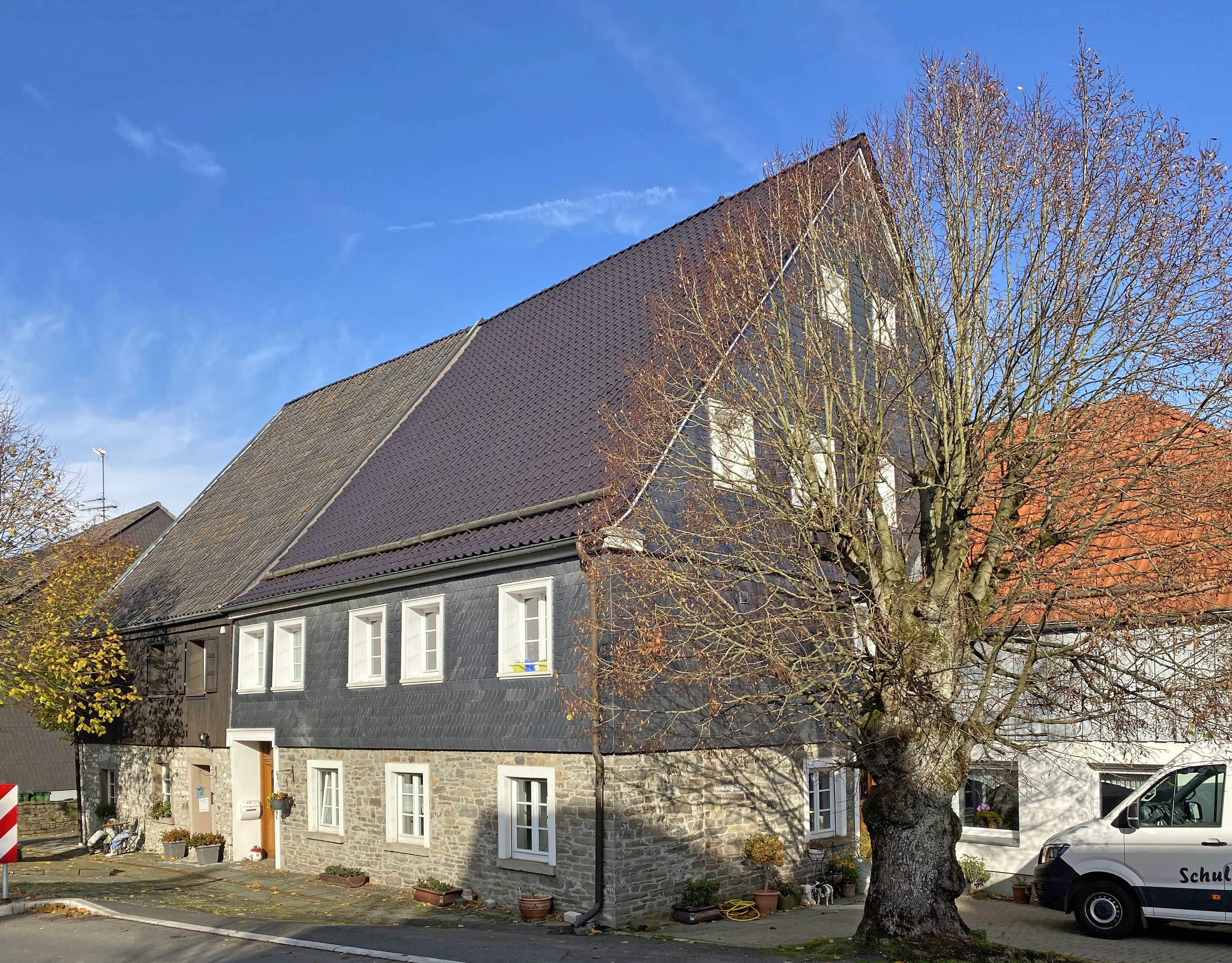
Baudenkmal Dorgaul 23
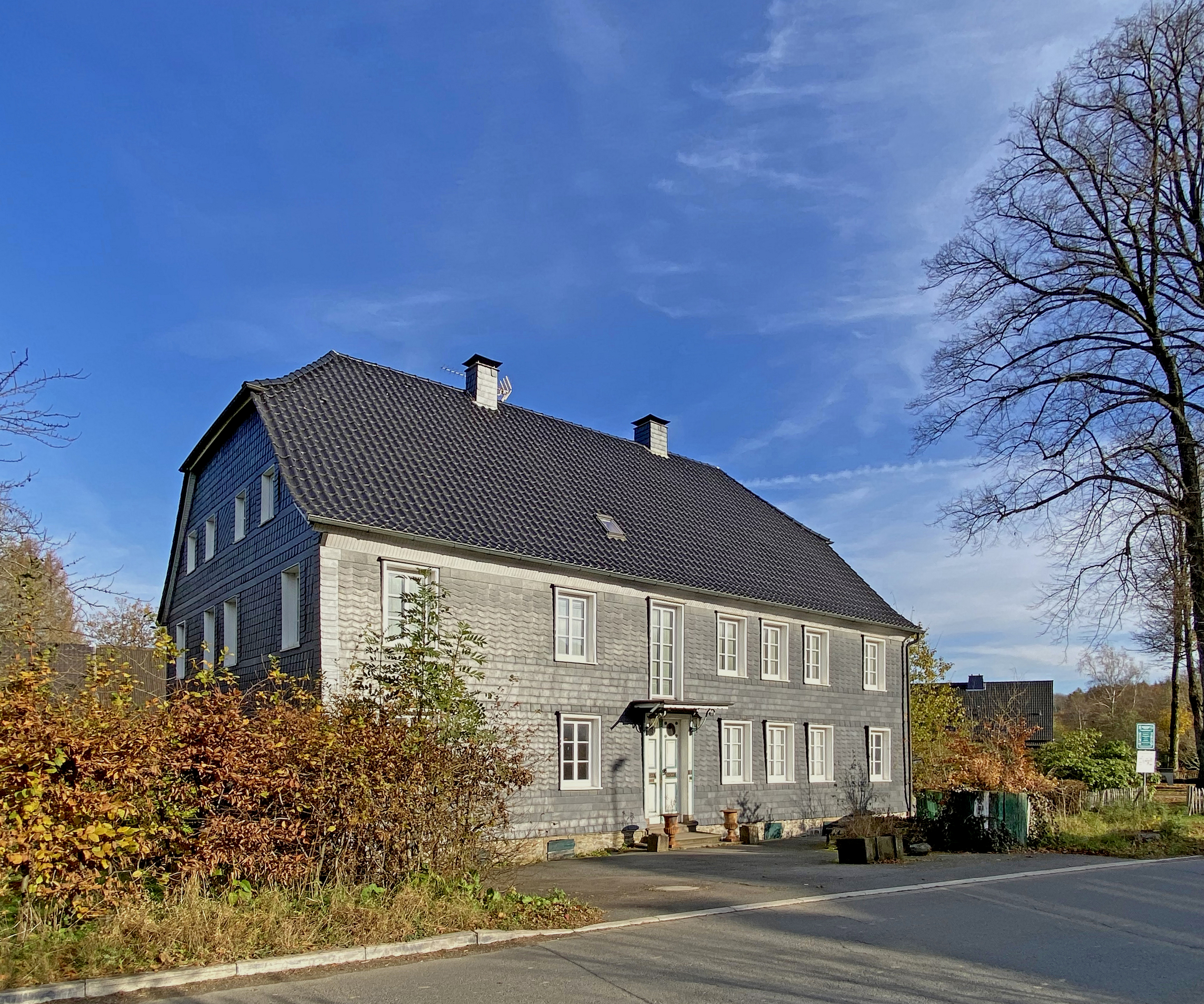
Baudenkmal Dorgaul 27

So entstanden  Schmieden, Stellmachereien, Schreinereien, Schustern und Kolonialwarengeschäfte. Ein wassergetriebenes Mühlwerk am Gaulbach bearbeitete damals das angelieferte Getreide und versorgte Bauern und die Bäckereien im Umkreis mit Mehl. Vom Mühlenteich aus gewann man nach 1900 mit Hilfe eines Wasserrades Strom. Auf dem Gelände des Hofes Dohrgaul befand sich eine Schnapsbrennerei.

## Freizeit- und Sport

### Wander- und Radwege
In Dohrgaul befindet sich ein Wanderparkplatz, an dem die drei Ortsrundwanderwege A1, A2, A3 und A4 beginnen.
Siehe auch: Wanderwege im Oberbergischen Land

### Chöre und Musikverein
- Musikverein Dohrgaul 1912 e. V.

## Einrichtungen
- Löschgruppe Dohrgaul Löschzug III
- Städt. Kindergarten Dohrgaul

## Busverbindungen
Haltestelle Dohrgaul:
- 333 Wipperfürth – Dohrgaul – Frielingsdorf – Klause – Lindlar Busbf. (OVAG, Mo–Fr im Stunden- und 2-Stunden-Takt Sa. Jede 2. Stunde So. Alle 2 Stunden mit vorheriger Bestellung des Taxibus, kein Abend- und Nachtverkehr)
- 399 Marienheide – Dohrgaul (OVAG, Ortslinienverkehr, an Schultagen eine Fahrt)